# 6616 Plotinos
6616 Plotinos (1175 T-1) là một tiểu hành tinh vành đai chính được phát hiện ngày 25 tháng 3 năm 1971 bởi Cornelis Johannes van Houten, Ingrid van Houten-Groeneveld và Tom Gehrels ở Đài thiên văn Palomar.